# Tom Finney
Sir Thomas "Tom" Finney (OBE) (5. april 1922 i Preston, England - 14. februar 2014) var en engelsk fodboldspiller, der tilbragte hele sin aktive karriere, fra 1946 til 1960, som angriber eller alternativt højre wing hos Preston North End i sin fødby. Han spillede desuden hele 76 kampe og scorede 30 mål for Englands landshold, og var med i truppen til både VM i 1950, VM i 1954 og VM i 1958.